# O’Brien (Teksas)
O’Brien – miasto w Stanach Zjednoczonych, w stanie Teksas, w hrabstwie Haskell.